# Ilie Bărbulescu (lingvist)
Ilie Bărbulescu (n. 3 decembrie 1873, București, România – d. 5 iunie 1945, Iași, România) a fost un lingvist și filolog român, membru corespondent al Academiei Române.

## Biografie
A absolvit Colegiul „Sf. Sava” din București (1891), după care a urmat cursurile Facultății de Litere și Filozofie (secția istorică) de la Universitatea din București, avându-i ca profesori pe B. P. Hasdeu, Ioan Bogdan, V. A. Urechia, Grigore Tocilescu. Își ia licența în istorie în 1895, după care se specializează în istorie și filologie la universitățile din Zagreb, Praga, Leipzig, Berlin și Viena. Între anii 1900-1905 a fost mai întâi funcționar și apoi subdirector la Arhivele statului, urmând ca in 1905 să devină profesor la Universitatea din Iași. A fost, de asemenea, director al revistei „Arhiva”, organ al Societății de Istorie și Filologie din Iași (1921-1940). Ca slavist, a susținut prin dovezi concludente originea sârbească a limbii slave vorbite în țările române, cu precădere a celei folosite în cancelariile domnești, amintind și despre influența pe care limba română vorbită a avut-o asupra celei slave.

## Lucrări
- Cercetări istorico-filologice, București, 1900
- Studii privitoare la limba și istoria românilor, București, 1902
- Fonetica alfabetului chirilic în textele române din veacul XVI și XVII, București, 1904 ,
- Curentele literare la români în perioada slavonismului cultural, București, Editura Casa Școalelor, 1928

## Afilieri
- Membru corespondent al Academiei Române (1908)
- Membru al Academiei Regale de Șiințe din Belgrad (1914)

## Premii
- Premiul „I. Heliade Rădulescu” al Academiei  Române (1904)